# مصاطب بارانا وإتنديكا

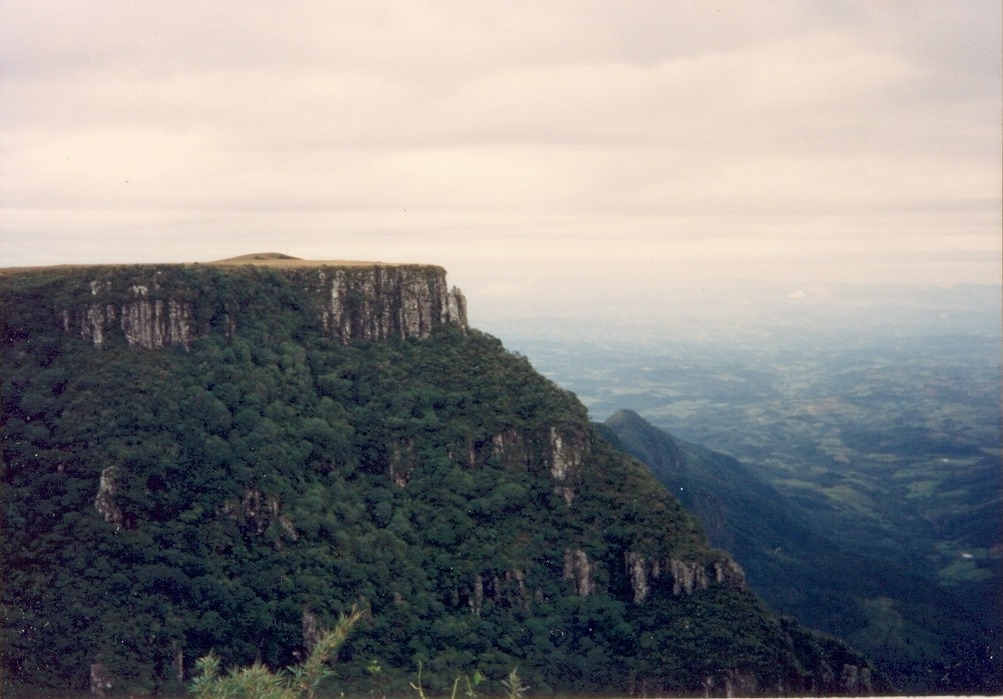
جرف في إقليم الصخور المنصهرة بارانا. ريو دو راسترو، سانتا كاتارينا. يمكن للمرء أن يرى الجرف العمودي القريب من التعاقب السيليكي للبراكين في مرحلة الأخيرة..

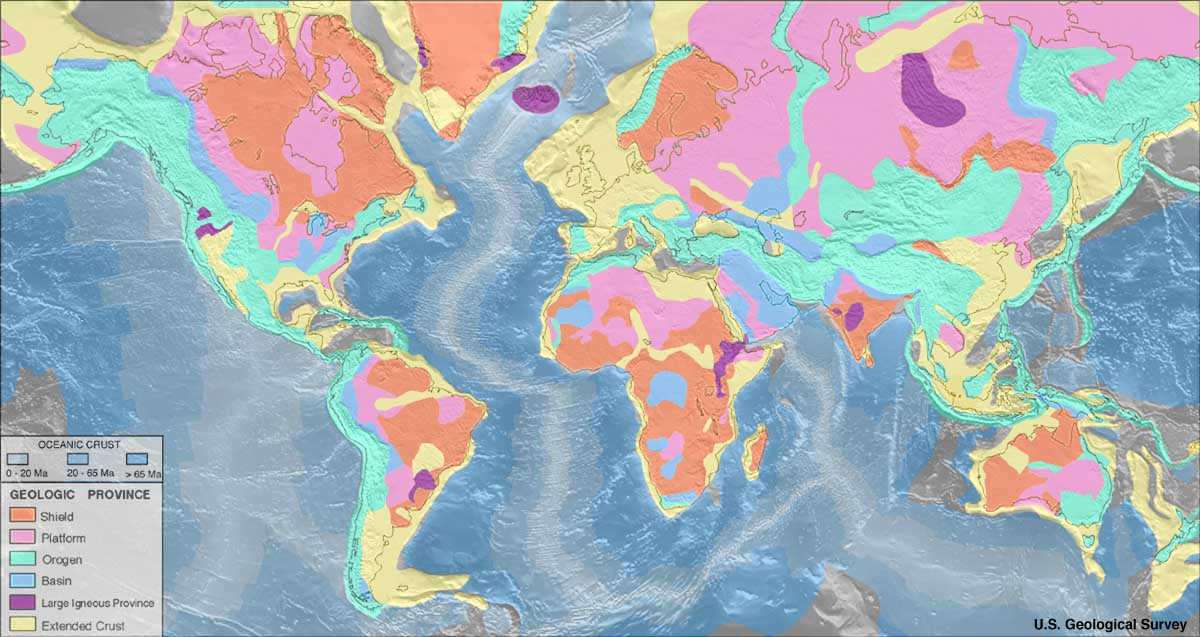
تظهر مساطب بارانا وإيتنديكا في صورة بقعة أرجوانية داكنة على الخريطة الجيولوجية لأمريكا الجنوبية

مساطب بارانا-إيتينديكا (أو هضبة بارانا وإيتينديكا، أو إقليم بارانا وإيتينديكا) هي إقليم ناري كبير تشمل كلاً من مساطب بارانا الرئيسية (في حوض بارانا ‏، حوض جيولوجي في أمريكا الجنوبية) وكذلك الأجزاء الصغيرة المقطوعة من بازلت الفيضانات في مصاطب إيتينديكا (في شمال غرب ناميبيا وجنوب غرب أنغولا). حدثت تدفقات البازلت الأصلية منذ 128 إلى 138 مليون عام. تبلغ مساحة الإقليم ما بعد التدفق 1.5 × 10 6 كم² (580,000 ميل مربع)، ويتوقع أن حجمها الأصلي يزيد عن 2.3 × 10 6 كم³.

## الجيوديناميكية
يبلغ عمر عينات البازلت في بارانا وإيتنديكا حوالي 132 مليون سنة، خلال مرحلة الفالانجيني من العصر الطباشيري المبكر. من المحتمل أن يكون التصدع والامتداد بشكل غير مباشر أصل تَكَّوُن مصاطب بارانا وإيتينديكا وقد يكون أصل نشأة جزر غوف وتريستان دا كونا أيضًا، نظرًا لأنهما متصلان بواسطة أعراف والفيس ‏ ( نقطة تريستان الساخنة ‏/غوف). تعتبر الجبال البحرية لريو غراندي رايز ‏ (25 درجة جنوبًا إلى 35 درجة جنوبًا) التي تتجه شرقًا من جانب بارانا جزءًا من هذا نظام للمصاطب.

## الوصف
أدت التفسيرات الجيوكيميائية، بما في ذلك النظائر، إلى استنتاج علماء الجيولوجيا أن الصهارة التي تشكل المصاطب والصخور النارية المرتبطة بها نشأت عن ذوبان الغلاف الموري الفسفوري بسبب وصول عمود الوشاح إلى قاعدة الغلاف الصخري للأرض . ثم تلوثت الكثير من المواد المنصهرة بالمواد القشرية قبل اندلاعها. نجت بعض الصخور البلوتونية المتعلقة بالمصاطب من تلوث القشرة مما يعكس بشكل مباشر مصدر الصهارة في الوشاح.
تم العثور على نوع من الصخور يسمى اغنمبريت ‏ في بعض أجزاء المصاطب التي تشير إلى نشاط بركاني متفجر. ربما تحتوي مصطبة بارانا على موقع لأكبر ثوران بركاني انفجاري معروف في تاريخ الأرض.

## روابط خارجية
- "EMAGE: East Antarctic Margin Aeromagnetic and Gravity Experiment". Alfred Wegener Institute for Polar and Marine Research. مؤرشف من الأصل في 2011-11-02.